# Sakamoto desu ga?
Sakamoto desu ga? (яп. 坂本ですが?, Сакамото десу ґа, укр. «Я — Сакамото, втямили?») — манґа, написана та проілюстрована Намі Сано. Аніме-серіал створений Studio Deen та показаний із 7 квітня по 30 червня 2016 року.

## Сюжет
У класі 1-2 старшої школи префектури Ґакубун один з учнів привернув загальну увагу у перший же день. Те як він як він виконує класні обов'язки, те як обідає і навіть те як його вигнали у коридор, і навіть найменший його рух крутий, крутіший, найкрутіший, його шкільне життя було просто переповнене крутістю, а звали його: "Я — Сакамото, втямили?". Розповідається про звичайні, а інколи дивовижні, будні ідеального учня старшої школи Сакамото. У перший день його полюбили всі дівчата, а хлопці — зненавиділи через його крутість, але згодом він для них став зразком. Кожну перешкоду на своєму шляху Сакамото вирішує будь-яким способом, навіть яким би незвичайним не був цей спосіб.

## Персонажі
- Сакамото (яп. さかもと) — головний герой, ідеальний студент. Він красивій, розумний, впевнений та культурний. У перший день він сподобався всім. Чим би Сакамото не займався, чи в яку пригоду не потрапляв він зробить все ідеально. Всі дівчата закохуються в нього, а хлопці спочатку вважають його своїм ворогом, а потім — ідеалом. Сакамото має «секретні навички», які допомагають йому робити різні речі щоб вийти зі складної ситуації. Його кращим другом стає Кубота Йосінобу.

Ім'я Сакамото ні в манзі, ні в аніме не згадується. Коли Айна хоче дізнатися його ім'я, то воно завжди було чимось закрито, а коли прямо його питає, то вона не може його почути через шум і тому думає, що його ім'я зацензурено.
Після випускного Сакамото повідомляє своїм однокласникам, що його запросили до аерокосмічної компанії для участі у проекті по переселенню людей на Марс. Але це повідомлення було брехнею.
Сейю: Хікарі Мірорікава
- Кубота Йосінобу — студент класу 1-2. Сакамото допоміг йому розібратися з хуліганами та підтягнутися з навчанням. Він піклується про своє волосся.

- Кубота Сігемі — мати Йосінобу. закохується в Сакамото, тому що він дуже схожий на Тена Терісо — ідола та актора з її улюбленого фільму. Йосінобу благає Сакамото ховатися від матері, щоб зберегти сім'ю

- Маеда Ацусі — хлопець на прізвисько Аччян. Колишній хуліган школи. Після довгого знайомства з Сакамото перестав курити і перейшов на пускання мильних бульбашок..

- Маріо — один із хуліганів команди Аччана.

- Кен Кен — один із хуліганів команд Аччана.

- Маруяма — один із хуліганів. Змушує першокурсників працювати на нього та бути його рабами. Хотів з Сакамото зробити свого раба, але через його надмірну послужливість та перевиконання роботи раба відмовився від цієї ідеї та став уникати його

- Со Хаябуса/+8823[a] — хуліган, лідер банди хуліганів. Ідеал для інших хуліганів. Дуже любить свою сім'ю. Він взяв на себе мету замінити матір своїх братів і сестер, коли його мати померла, а його тато бере подвійні зміни на роботі, щоб утримувати сім’ю.

- Фукасе — один із хуліганів-старшокласників якому вже виповнилося 30 років. Він постійно прогулює уроки та кожний раз залишаеться на другий рік, але він робить це навмисне, оскільки вірить, що як тільки учні покинуть середню школу, мрії та надії людей щодо їхнього майбутнього будуть розбиті.

- Куронума Айна — студентка класу 1-2. Закохана в Сакамото, але він не сприймає це.

- Сера Юя — студент класу 1-2. Любить бути у центрі уваги. Не любить Сакомото за те, що той завжди краде увагу класу. Після комічного інциденту зі шершнем у класу стає коміком.

- Кана — студентка та староста класу 1-2.

- Меґумі Фудзіта — студентка класу 1-2. Полюбляє фотографувати Сакамото та просто закохана в нього.

- Яґі — студентка класу 1-2.

- Танака — студентка класу 1-2.

- Мі — студентка класу 1-2.

- Кобаясі Шигеру — класний керівник класу 1-2, вчитель англійської мови.

- Какута — вчитель з охорони здоров'я та моралі. Також працює охоронцем школи та кожного ранку впускає учнів до школи. Ненавидить Сакамото через те, що він завжди майже спізнюється до школи, але встигає до початку уроків в останню мить.

## Медіа

### Манґа
| № | Дата виходу       | ISBN                   |
| - | ----------------- | ---------------------- |
| 1 | 15 січня 2013     | ISBN 978-4-04-728633-7 |
| 2 | 15 листопада 2013 | ISBN 978-4-04-729273-4 |
| 3 | 15 грудня 2014    | ISBN 978-4-04-730087-3 |
| 4 | 15 січня 2016     | ISBN 978-4-04-730925-8 |

### Аніме
Після виходу 4-го тому манґи, Studio Deen вирішила створити аніме-адаптацію, режисером якої став Сіндзі Такамацу, композитором Ясухіко Фукуда, дизайном персонажів Ацуко Накадзіма, артдиректором Масатосі Муто. Аніме-серіал виходив з 7 квітня по 30 червня 2016 року, на японських каналах TBS, CBC, MBS, BS-TBS, TBS Channel 1, та на англомовному азійському каналі Animax Asia.
Опенінґ «Coolest» виконав гурт «Customi-Z», ендинґ «Nakushita Hibi ni Sayonara» (яп. 無くした日々にさよなら, Goodbye to Lost Days) виконав Suneohair.

#### Список серій
| № | Назва                                  | Дата виходу   |
| --- | -------------------------------------- | ------------- |
| 1 | «Сакамото клас 1-2»/«Непомітна бджола» | 8 квітня 2016 |
| Хулігани Ацусі, Маріо і Кен заздрять популярності Сакамото та вирішують його провчити. Після кількох невдалих спроб вони заманюють його до кабінету хімії. Але випадково стається пожежа, а всі вони залишаються замкнені. Щоб врятувати всіх Сакамото використовує одну із своїх секретних технік, «Крок з боку в бік», щоб покликати на допомогу учителів. Починається з незвичайної пригоди, де Сакамото рятує пташку від урагану та випадково потрапляє у місцеву газету. Сера через надмірну увагу до Сакамото починає заздрити йому та всіляко намагається його осоромити. Під час уроку в клас залітає шершень. Сера хоче використати цей шанс та стати популярним, але Сакамото не дає йому вбити шершня. Він б'ється з комахою за допомогою циркуля, як фехтувальник, та ловить його секретною технікою, «Захват бджоли», і відпускає на волю. Після цієї ситуації Сера мріє стати найкращим коміком. |                                        |               |
| 2 |                                        |               |
| З Кубото вимагають гроші хулігани і він просить Сакамото йому допомогти, влаштував на роботу в фас-фуд ресторан McDoodle's (WcDonalds в аніме). спочатку йому працювати не подобалося, але згодом він почав старатися та заробив свої перші гроші. Але в ресторані його помітили хулігани та почали вимагати гроші. Зрозумівши що гроші він отримав важкою працею, він відмовляється віддавати їх хуліганам. Разом із Сакамото вони провчили хуліганів. Повертаючись назад на роботу, Сакамото похвалив секретні техніки Кубото, але сказав також що йому потрібно ще тренуватися над ними. Айна намагається фліртувати з Сакамото, але він її просто не помічає. У цій історії Айна дізнається, що ім'я Сакамото було зацензурено, а також що він амбідекстер. Айні у спробах завоювання серця Сакамото завжди заважають дівчата Яга і Танака. Під час гри в Коккурі у Сакамото вселяється дух та наказує їм побудувати ритуальну браму з будь-чого. Дівчата Ягі та Танака намагаються браму збудувати з парт та стільців, зрозумівши свою помилку Айна їм також допомагає. З цього часу дівчата стали кращими подругами. А історію з духом вигадав Сакамото для свого експерименту. |                                        |               |
| 3 |                                        |               |
| Маруяма та інші старшокласники використовують першокласників як своїх слуг, начебто для виховання. Одним із слуг стає Сакамото. Він так ідеально робив доручення Маруями, що відлучив його від ліні. Сакамото допомагає Кубото підтягнутися у навчанні. Прийшовши до нього додому, мама Кубото закохується в Сакамото. Куботу просить його ховатися від неї, поки він не забере зошит із школи. Щоб сховатися Сакамото вдається до хитрощів, у яких зміщує маму Куботу думати що він лише герой телевізійного серіалі, який постійно дивилася вона. |                                        |               |
| 4 |                                        |               |
| Учитель фізкультури хоче провчити Сакамото та зловити його на правопорушенні, але йому ніяк не вдається. На уроці виховання учителю вдається наказати Сакамото та вигнати з класу. Але юнак зробив це навмисно, щоб нагодувати поранену птишку. На уроці кулінарії Кана у капусті знаходить слимака. Сакамото за допомогою солі ловить та випускає. На уроці художнього мистецтва Сакамото малює Айну. Після закінчення написання твору він показує його. Айна дивиться на свій портрет догори-низом, де зображення схоже на орангутанга, але справжнє зображення дуже красиве, схоже на маленького ангелочка. Сакамото потрапив у пастку команди хуліганів Аччана та пропадає. Вони його шукають по своєму місту та не знаходять. Наприкінці дня з'являється Сакамото, який думав що вони шукають гарачі джерела. |                                        |               |
| 5 |                                        |               |
| У Кубото потрапляє м'яч, розбиваючи йому ніс. Сакамото розриває свою футболку, надаючи йому першу швидку допомогу. Хаябуса хоче провчити Сакамото. |                                        |               |
| 6 |                                        |               |
| 7 |                                        |               |
| 8 |                                        |               |
| 9 |                                        |               |
| 10 |                                        |               |
| 11 |                                        |               |
| 12 |                                        |               |